# PEC Zwolle
PEC Zwolle, właśc. Prins Hendrik Ende Desespereert Nimmer Combinatie Zwolle – holenderski klub piłkarski z siedzibą w Zwolle. Został założony w 1910 roku.

## Historia
Klub utworzono 12 czerwca 1910 roku pod nazwą Prins Hendrik Ende Desespereert Nimmer Combinatie (PH EDN Combinatie), na skutek połączenia amatorskich zespołów – jednego, który powstał na cześć Henryka, holenderskiego księcia-małżonka królowej Wilhelminy oraz drugiego, którego nazwa brzmiała: Ende Desespereert Nimmer (pl. Nigdy nie trać nadziei). Status klubu profesjonalnego uzyskał natomiast dopiero 23 lutego 1955 r. W 1971 r. zmieniono nazwę na PEC Zwolle, w 1982 na PEC Zwolle '82, w 1990 na FC Zwolle, zaś w 2012 zdecydowano się na powrót do historycznej nazwy PEC Zwolle.
Od początku swojego istnienia PEC rozegrał 13 sezonów w Eredivisie (z sezonem 2013/14 włącznie). Najlepszym osiągnięciem drużyny z IJsseldeltastadion jest 9. miejsce zajęte w sezonie 1980/81.
W sezonie 2013/2014 klub pierwszy raz w historii sięgnął po puchar Holandii gromiąc AFC Ajax aż 5:1.

## Skład w sezonie 2016/2017
Stan na 15 lipca
| Nr | Poz. | Piłkarz                                  |
| -- | ---- | ---------------------------------------- |
| 1  | BR   | Mickey van der Hart                      |
| 2  | OB   | Bram van Polen (captain)                 |
| 3  | OB   | Ted van de Pavert                        |
| 4  | OB   | Dirk Marcellis                           |
| 5  | OB   | Calvin Verdonk (wypożyczony z Feyenoord) |
| 6  | PO   | Mustafa Saymak                           |
| 7  | NA   | Youness Mokhtar                          |
| 8  | PO   | Wouter Marinus                           |
| 9  | NA   | Anass Achahbar                           |
| 10 | NA   | Stef Nijland                             |
| 11 | NA   | Queensy Menig (wypożyczony z Ajaxu)      |
| 14 | PO   | Wout Brama                               |

| Nr | Poz. | Piłkarz                                             |
| -- | ---- | --------------------------------------------------- |
| 15 | OB   | Philippe Sandler                                    |
| 16 | BR   | Kevin Begois                                        |
| 17 | OB   | Josef Kvida                                         |
| 19 | PO   | Rick Dekker                                         |
| 20 | OB   | Kingsley Ehizibue                                   |
| 21 | OB   | Django Warmerdam (wypożyczony z Ajaxu)              |
| 22 | OB   | Bart Schenkeveld                                    |
| 30 | PO   | Ryan Thomas                                         |
| 33 | PO   | Thanasis Karagounis                                 |
| 38 | PO   | Gustavo Hebling (wypożyczony z Paris Saint-Germain) |
| 40 | BR   | Mike Hauptmeijer                                    |
| 98 | NA   | Hachim Mastour (wypożyczony z Milanu)               |

## Europejskie puchary
Legenda do wszystkich tabel:
- Q – runda eliminacyjna, 1/16, 1/8, 1/4, 1/2 – odpowiednia faza rozgrywek, Grupa – runda grupowa, 1r gr – pierwsza runda grupowa, 2r gr – druga runda grupowa, F – finał, R – runda, PO – play-off
- k. – rzuty karne, los. – losowanie, Dogr. – dogrywka, w. – zasada bramek strzelonych na wyjeździe

| Sezon   | Rozgrywki   | Runda | Przeciwnik   | Dom | Wyjazd | Ogólnie |
| ------- | ----------- | ----- | ------------ | --- | ------ | ------- |
| 2014/15 | Liga Europy | PO    | Sparta Praga | 1–1 | 1–3    | 2–4     |